# Hirvijärvi (sjö i Finland, Södra Savolax, lat 61,75, long 27,00)
Hirvijärvi är en sjö i Finland. Den ligger i kommunen S:t Michel i landskapet Södra Savolax, i den södra delen av landet, 210 km nordost om huvudstaden Helsingfors. Hirvijärvi ligger 113,6 meter över havet. Arean är 1,53 kvadratkilometer och strandlinjen är 12,02 kilometer lång. Sjön  ingår i Kymmene älvs huvudavrinningsområde.   I omgivningarna runt Hirvijärvi växer i huvudsak barrskog.
Sjöns största ö är Matinsaari som ligger i den södra delen av sjön.